# Joseph Purnelle
Joseph Purnelle est un architecte belge de l'époque Art nouveau et Art déco qui fut actif à Bruxelles.

## Biographie
Joseph Purnelle a réalisé quelques immeubles de style « Art nouveau floral » ou éclectique avant la première Guerre Mondiale et plusieurs bâtiments de style « Art déco » entre 1920 et 1935.

## Réalisations remarquables
Ses œuvres les plus remarquables sont le superbe hôtel de maître de style « Art nouveau floral » situé au no 71 de la rue de la Victoire à Saint-Gilles et l'imposant Immeuble Union et Prévoyance de style « Art déco » situé au no 93 rue Royale.

### Immeubles de style « Art nouveau floral »
- 1907-1910 : hôtel de maître, rue de la Victoire no 71
- 1912 : place G.Brugmann, 9 et 9a (sgraffites)

### Immeubles de style éclectique
- 1913 : rue de Mérode, 206 (transformation en « style Beaux-Arts » en 1913 par Purnelle)
- 1915 : avenue Louise, 37 (maison néo-classique transformée en 1915 par Purnelle dans un style éclectique)

### Immeubles de style « Art déco »
- 1920 : rue Théodore Verhagen, 22

bâtiment industriel transformé en 1920 en style Art déco par Purnelle
- 1930 : rue des Fortifications, 9

magasin transformé en 1930 en style Art déco par Purnelle
- 1935 : Immeuble Union et Prévoyance, rue Royale 93

### Immeubles de style indéterminé
- place Albert Leemans, 4